# دجر
دجر دومین یا سومین فرعون دودمان نخست مصر باستان بود. در اینکه نخستین فرعون منس یا نارمر، یا حورعحا بوده‌است میان باستان‌شناسان بحث وجود دارد. در صورتی که نارمر و حورعحا شخصیت‌هایی مستقل بوده باشند، دجر سومین پادشاه مصر خواهد بود. نام حوروسی دجر به معنای «حوروسی که به یاری می‌آید» است.

## زندگی‌نامه
دجر پسر فرعون حورعحا و همسرش خنت‌حاپ (یا احتمالا نیت‌حتپ) بود. احتمال دارد پدربزرگ او نارمر و مادربزرگش نیت‌حتپ باشد. دجر نیز همانند پدرش هور آها در ابیدوس به خاک سپرده شد. آرامگاه او در برگیرنده بیش از ۳۰۰ کارگر بود که به همراهش دفن شدند تا در جهان باقی به کمکش بیایند. اشیای بسیاری نیز به همراه او در این آرامگاه پیدا شد:
- ستون سنگی یادبود دجر که اکنون در موزه مصر نگهداری می‌شود.
- مرهای ختمی برای پادشاهی به نام «خنت».
- نشان‌هایی با نام یک کاخ و نام مریت‌نیت.
- پاره‌هایی از دو کوزه با نام شهبانو نیت‌حتپ.
- النگوهایی از یک شهبانو در دیوار آرامگاه پیدا شدند.

### طول دوره فرمانروایی
با آنکه «منثو»ی کاهن، که در سده سوم پیش از میلاد می‌نوشت، دوران فرمانروایی دجر را ۵۷ سال ذکر می‌کند، پژوهش‌های نوین انجام شده بر روی سنگ‌نبشه پالرمو احتمال می‌دهند که دجر «۴۱ سال تمام و چند ماه» فرمانروایی کرده باشد.

## همسران
زنانی که آرامگاه‌هایشان در نزدیکی آرامگاه دجر یافت شدند و نام‌هایی مانند «بزرگ هت-سپتر» و «اویی که هوروس را می‌بیند/حمل می‌کند»، که بعدها به عنوان نام‌های شهبانوها به کار برده می‌شدند، بر خود داشتند را به عنوان زنان دجر می‌شناسند. نام همسران او به شرح زیرند:
- نخت‌نیت که در ابیدوس به خاک سپرده شده و از یک ستون سنگی یادبود شناخته شده‌است.[۵]
- حرنیت که احتمال دارد یکی از همسران دجر باشد و در سقاره به خاک سپرده شده.
- سشمت‌کا که در ابیدوس در نزدیکی شاه دفن شده.
- پنب‌اوی، نام و نشان او بر روی پلاکی از عاج در سقاره یافت شد.
- «بّسو» که نامش بر روی چند ظرف سنگی و عنوانی در سقاره پیدا شد.[۴]

## نگارخانه

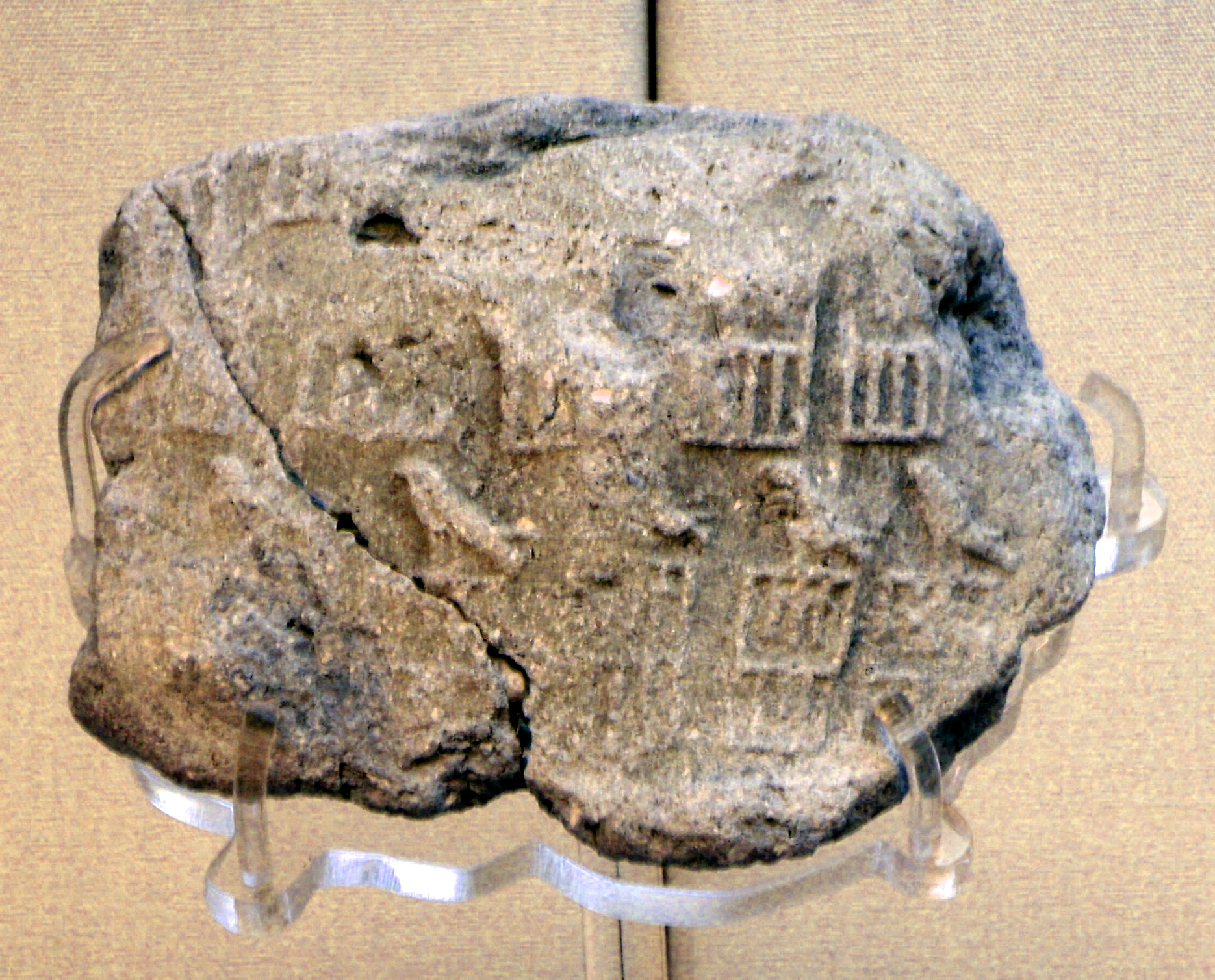
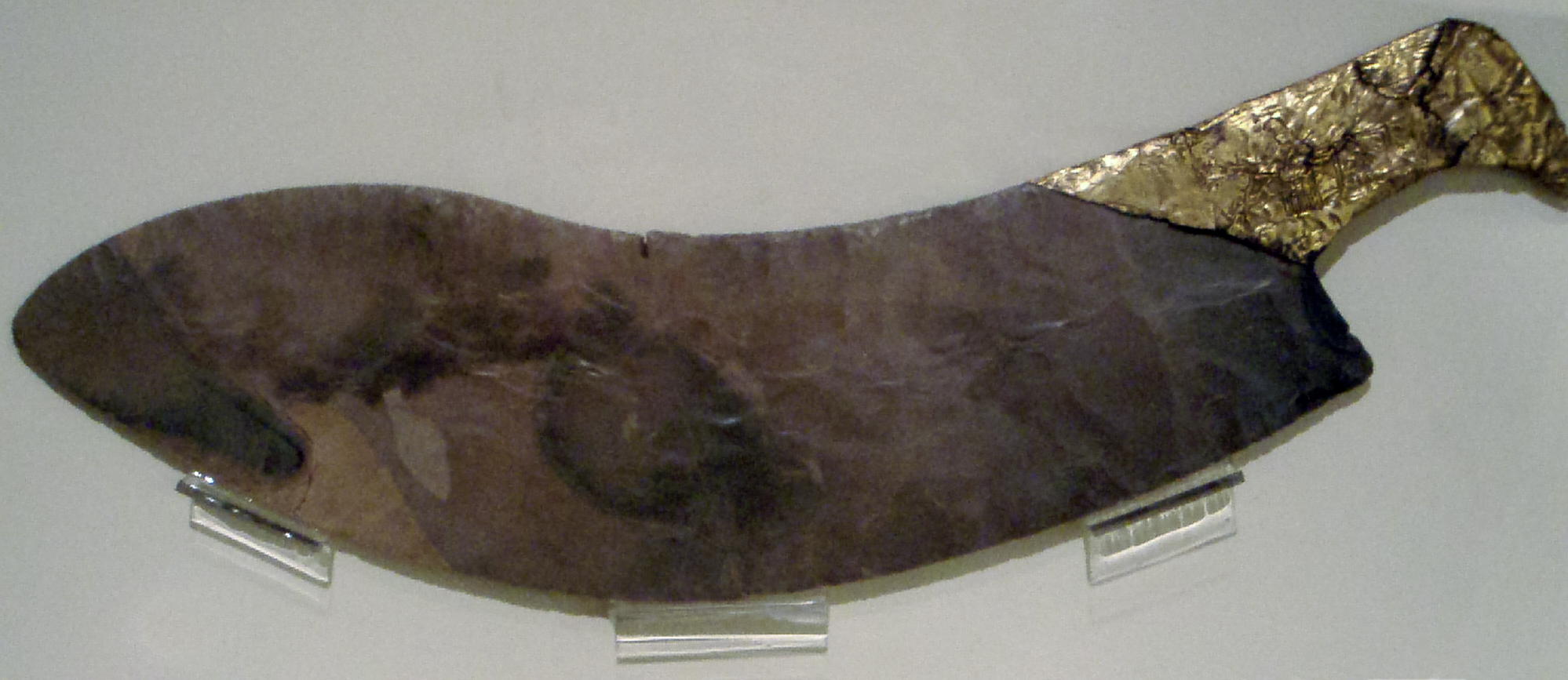
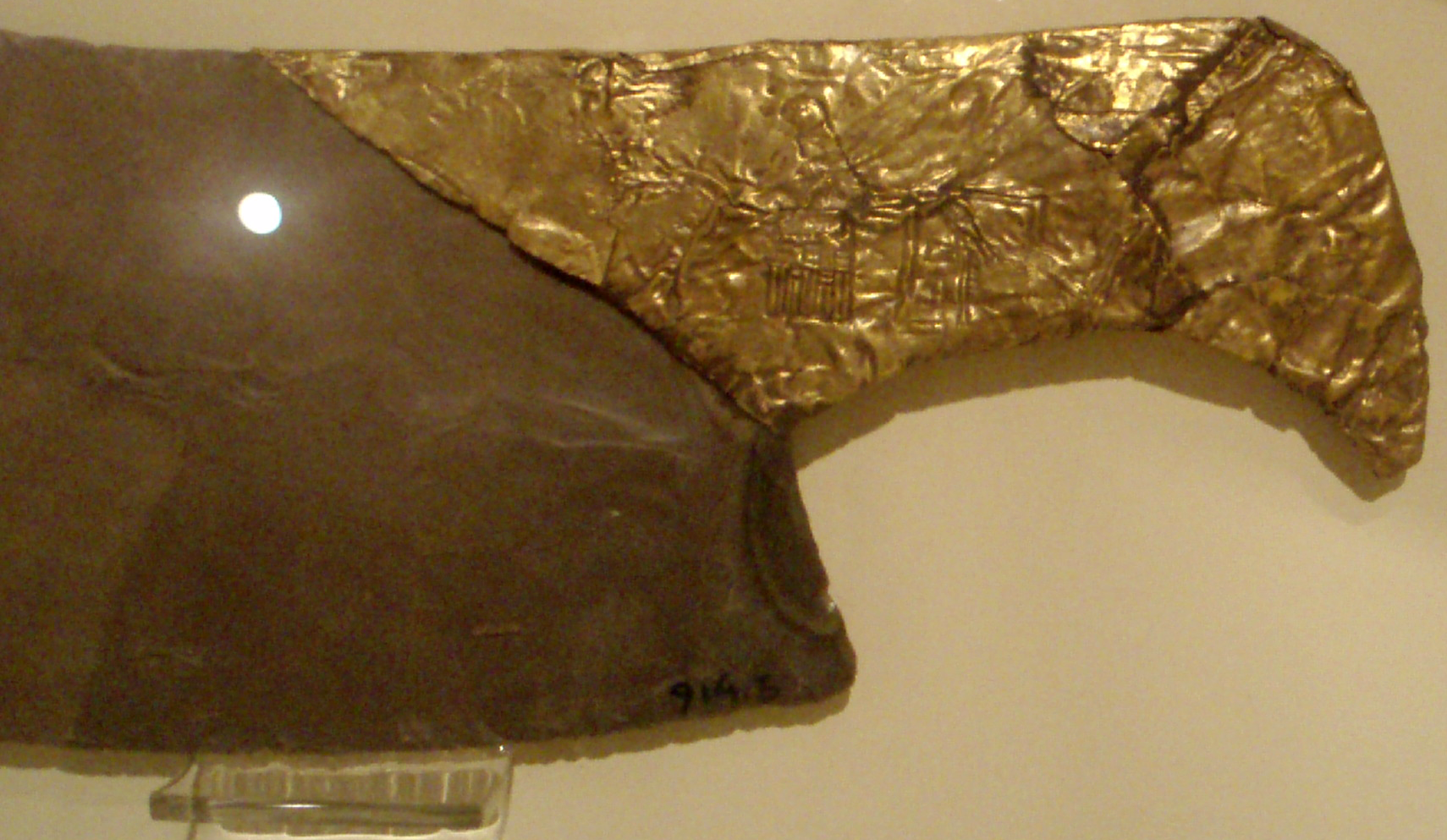